# Gosho-ha Hyōhō Niten Ichi-ryū

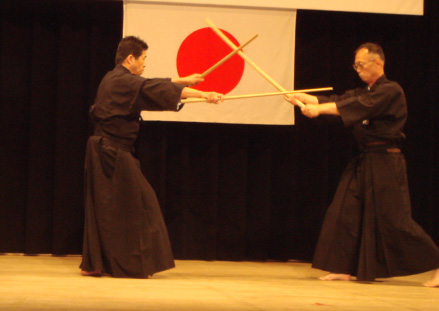
Técnica com duas espadas do Hyoho Niten Ichi Ryu.

Gosho-ha niten ichi-ryū foi uma das vertentes do niten ichi-ryū, estilo de kenjutsu de Miyamoto Musashi, estabelecida pelo Shihan Gosho Motoharu, Soke Daiken (sucessor adjunto) da 9° geração.
Atualmente o Gosho-ha hyoho niten ichi-ryū não existe mais como uma linhagem separada, pois foi reintegrado à linha Seito (principal) do estilo, através de Yoshimoti Kiyoshi, filho e sucessor do Shihan Gosho Motoharu, que em maio de 2007 de tornou o 12° sucessor da linha Seito do estilo, sucedendo Kiyonaga Fumiya, Juichidai (11° sucessor).

## História

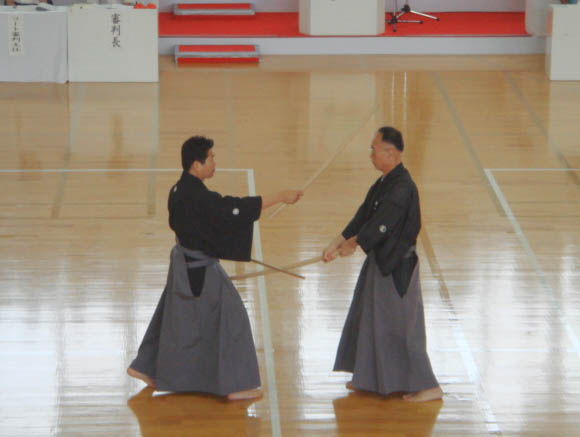
Demonstração no Torneio Japonês de Naginata, 27 de maio de 2007.

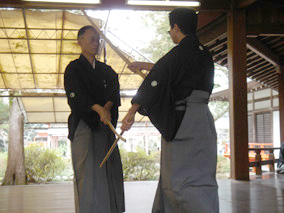
Demonstração na comemoração do ano novo no templo de Usa, em Oita, Japão, janeiro de 2007.

Após ser criado por Miyamoto Musashi, a vertente "Santō-ha" do estilo manteve inalteradas as técnicas criadas pelo fundador até o soke (grão mestre) da 8ª geração, Aoki Kikuo.
Em 1961, Aoki Soke nomeou um de seus discípulos mais próximos, Gosho Motoharu, como shihan e sucessor adjunto da 9ª geração, ao lado de Kiyonaga Tadanao, outro discípulo próximo, com a missão de garantir que as técnicas do estilo fossem ensinadas para as gerações futuras.
O Soke Aoki Kikuo faleceu em 1967. Nos anos seguintes os dois mestres continuaram representando o estilo no Japão.
Em 1976, o Soke Kiyonaga Tadanao faleceu subitamente, sem deixar sucessores designados. Após meses sem um soke, foi solicitado pela família Kiyonaga ao shihan Gosho Motoharu que treinasse Imai Massayuke, um professor de kendo que um ano antes entrara em contato interessado em aprender sobre o bōjutsu do niten ichi-ryū, para que se tornasse o 10° soke, ao passo que o filho do 9º soke, Kiyonaga Fumiya, seria o 11° Soke.

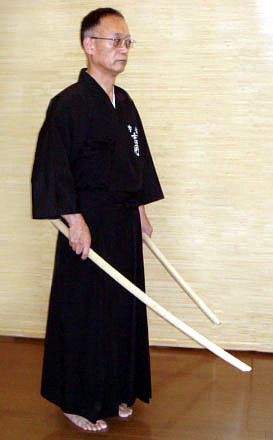
Yoshimoti Kiyoshi, 12° Sucessor do Hyoho Niten Ichi Ryu.

Assim foi inaugurada a 10ª geração, com Imai Massayuke como 10° soke, sob a supervisão técnica do shihan Gosho Motoharu. Nos anos seguintes coube ao Shihan Gosho Motoharu passar para Imai Massayuke a totalidade dos ensinamentos do estilo.
Anos depois, no final da década de 1980, após se afastar do shihan Gosho Motoharu, Imai Massayuke foi aos poucos modificando os katas do estilo, o que ocasionou, após alguns anos, uma alteração profunda nas técnicas do estilo. Imai Massayuke não chegou a receber Menkyo Kaiden, o certificado de aprendizado total do estilo.
O shihan Gosho Motoharu continuou, como continua até o presente, preservando o estilo original, sem as mudanças da 10ª geração.
Em novembro de 2003, Imai Massayuke proclamou que não haveria mais o título de soke a partir da 11ª geracão, nomeando três representantes de 11ª geração, os quais passariam a ser denominados dai-juichi. São os mestres: Kiyonaga Fumiya (filho do 9° soke) , Kin Chin de Taiwan (um antigo discípulo de Aoki Soke), e Iwami Toshio, de Kokura. Meses depois, devido à idade avançada, Imai Massayuke se retirou do convívio social, vindo a falecer em 2006.
No final do ano de 2004, com o falecimento de Kiyonaga Fumiya, o mais representativo dos três dai-juichi, os mestres do estilo no Japão solicitaram ao Shihan Gosho Motoharu que retomasse as técnicas originais do estilo, antes das mudanças da 10ª geração. Estabeleceu-se assim a linhagem Gosho-ha hyoho niten ichi-ryū, à qual a grande maioria dos mestres e alunos do estilo no Japão e no ocidente optaram por seguir. Atualmente, há alunos no Japão, Brasil, Argentina, Chile e Estados Unidos.
Em 2007 a família Kiyonaga (família do 9° Soke, Kiyonaga Tadanao e do 11° sucessor, Kiyonaga Fumiya) e o Shihan Gosho Motoharu foram solicitados pela Federação de Kendo de Oita a restabelecer a linha Seito nesta prefeitura, onde esteve desde a oitava geração. A família Kiyonaga designou Yoshimoti Kiyoshi sensei, o filho do Shihan Gosho Motoharu e seu sucessor no Gosho Ha Hyoho Niten Ichi Ryu, como sucessor de Kiyonaga Sensei, assim restabelendo a linhagem Seito.
Importante também salientar que a transmissão de Menkyo Kaiden, que fora quebrada na 10° geração) também foi restabelecida, pois o mestre Yoshimoti Kiyosho vem de uma linha contínua de transmissão de Menkyo Kaiden.
O Shihan Gosho Motoharu continua ativo e firme, como principal mestre no estilo.

## Linhagem

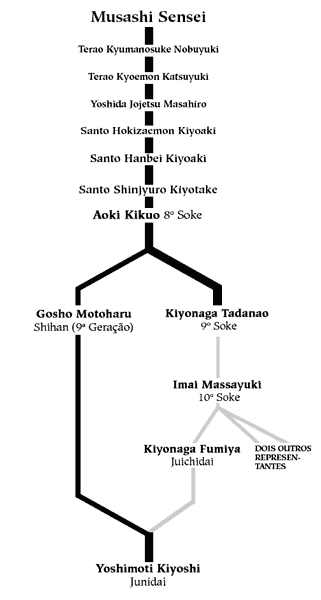
Linhagem do Gosho Ha Hyoho Niten Ichi Ryu e Seito Hyoho Niten Ichi Ryu.

### Seito hyoho niten ichi-ryū
Shinmen Musashi no Kami Fujiwara no Genshin (Miyamoto Musashi) 宮本 武蔵  藤原 玄信
||
Terao Kyumanosuke Nobuyuki 寺尾 求馬助
||
Terao Gouemon Katsuyuki 寺尾 郷右衛門
||
Yoshida Josetsu Masahiro 吉田 如雪
||
Santô Hikozaemon Kyohide 山東 彦左衛門
||
Santô Hanbê Kiyoaki 山東 半兵衛
||
Santô Shinjurô Kiyotake 山東 新十郎
||
Aoki Kikuo Hisakatsu 青木 規矩男
||
Kiyonaga Tadanao 清長 忠直
||
Imai Masayuki　今井 正之
||
Kiyonaga Fumiya 清長 フミヤ
||
Yoshimoti Kyoshi 吉用清 (também 10 sucessor Gosho Ha Hyoho Niten ichi Ryu)

### Gosho-ha hyoho niten ichi-ryū
Shinmen Musashi no Kami Fujiwara no Genshin (Miyamoto Musashi) 宮本 武蔵  藤原 玄信
||
Terao Kyumanosuke Nobuyuki 寺尾 求馬助
||
Terao Gouemon Katsuyuki 寺尾 郷右衛門
||
Yoshida Josetsu Masahiro 吉田 如雪
||
Santô Hikozaemon Kyohide 山東 彦左衛門
||
Santô Hanbê Kiyoaki 山東 半兵衛
||
Santô Shinjurô Kiyotake 山東 新十郎
||
Aoki Kikuo Hisakatsu 青木 規矩男
||
Gosho Motoharu 五所 元治
||
Yoshimoti Kyoshi (também 12° sucessor linha Seito)

## Currículo do estilo

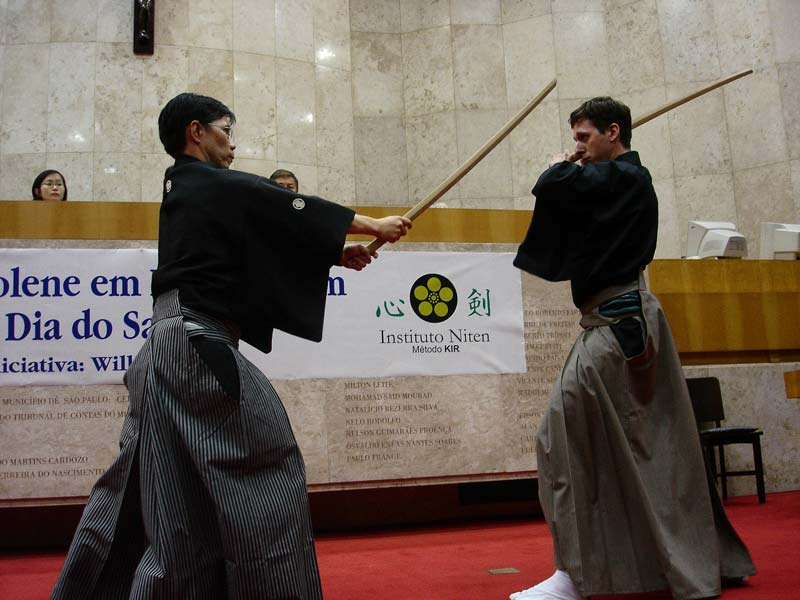
Tachi Seiho: 12 Katas com espada longa.

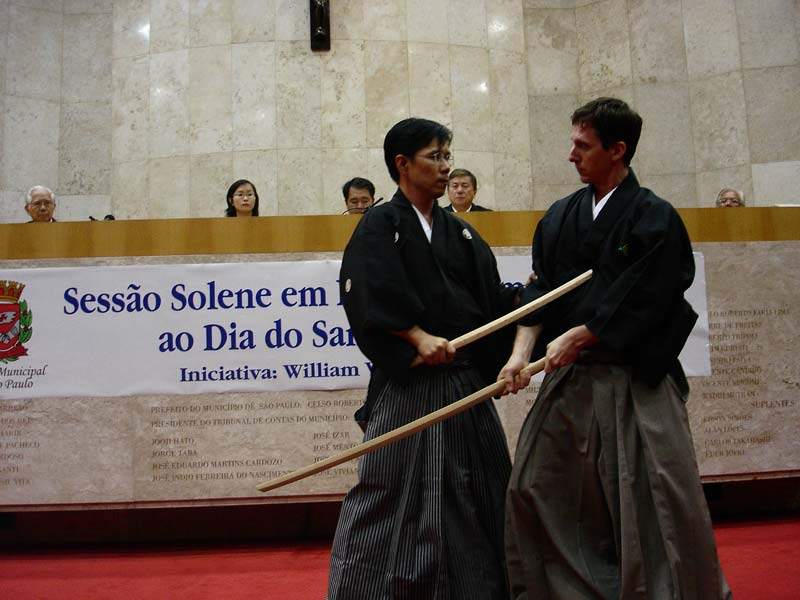
Kodachi Seiho: 7 Katas com espada curta.

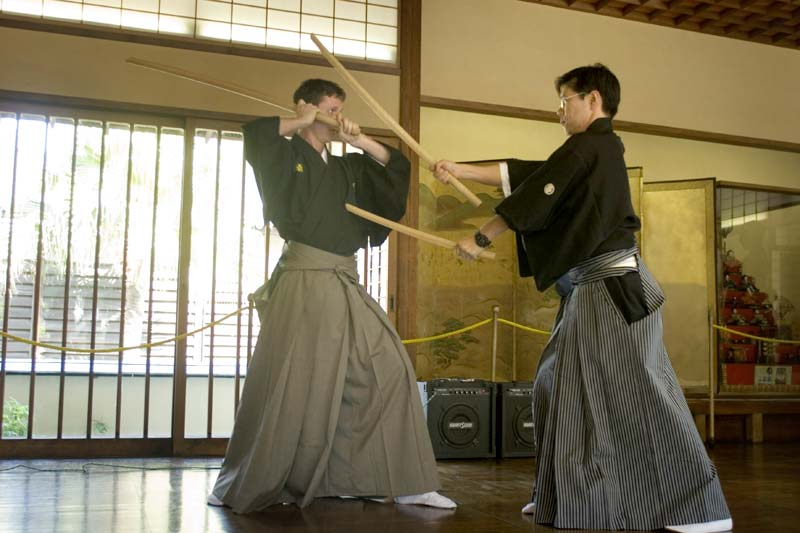
Nito Seiho: 5 Katas com duas espadas.

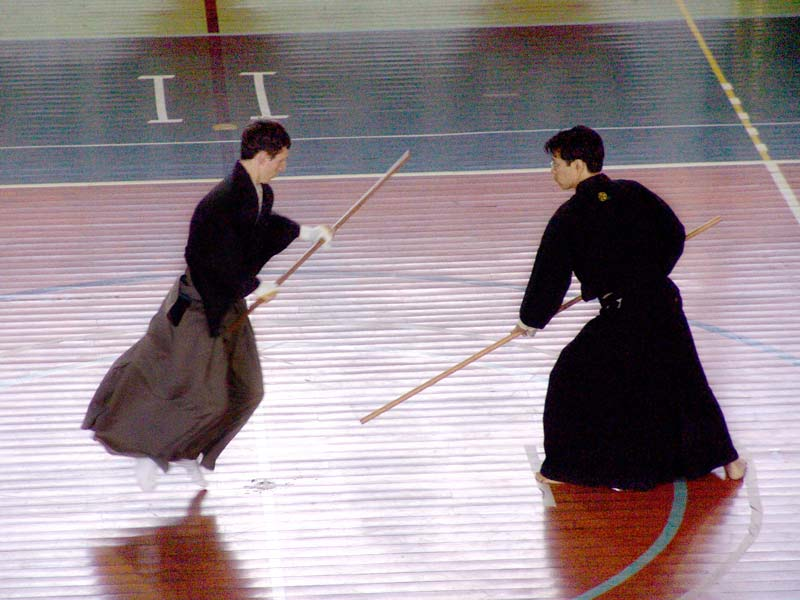
Bojutsu: 20 Katas com bastão longo.

As técnicas — chamadas de seihô 勢法 — mais conhecidas do estilo niten ichi-ryū são as técnicas de duas espadas. Entretanto, o estilo não se baseia somente em técnicas com duas espadas.
Estas técnicas são mantidas na forma original, ou seja, a forma que chegaram ao século XX através do 8° Soke, Aoki Kikuo Sensei.
Os bokutos — espada de madeira- usados nos katas possuem características próprias. São feitos seguindo o modelo do bokuto original feito por Musashi Sensei, que hoje está no templo Usa, em Oita.

## Técnicas
O estilo compreende as seguintes técnicas:
- Tachi Seihô 太刀勢法 - Doze técnicas com espada longa.

-Sassen
-Hasso Hidari
-Hasso Migi
-Uke Nagashi Hidari
-Uke Nagashi Migi
-Moji Gamae
-Haritsuke
-Nagashi Uchi
-Tora Buri
-Kazuki
-Aisen Uchidome
-Amashi Uchi
- Kodachi Seihô 小太刀勢法 - Sete técnicas com espada curta.

-Sassen
-Chudan
-Uke Nagashi
-Moji Gamae
-Haritsuke
-Nagashi Uchi
-Aisen
- Nitô Seihô 二刀勢法 - Cinco técnicas com duas espadas (citadas no O Livro dos Cinco Anéis (Gorin No Sho)).

-Chudan
-Jodan
-Gedan
-Hidari Waki Gamae
-Migi Waki gamae
- Bôjutsu 棒術 - Vinte técnicas com um bastão longo, sendo sete técnicas contra outro Bô (bo ai bo) e treze contra espada (tachi ai bo).

Além disso, existem os ensinamentos Kuden (ensinamento oral), conhecidos apenas pelos praticantes mais avançados. Não são outros conjuntos de técnicas ou outras armas, mas formas alternativas de prática das técnicas do estilo.

## Graduações
1 - Shoden: referente aos que dominam os katas de Tachi.
2 - Chuden: após o Shoden, referente aos que dominam os katas de Kodachi .
3 - Okuden: após o Chuden, referente aos que dominam os katas de duas espadas.
4 - Menkyo: após o Okuden, referente aos que dominam os katas de Bô (bastão longo).
5 - Menkyo Kaiden: referente aos que dominam todos os katas do estilo e possuem uma profunda compreensão filosófica do Caminho e dos ensinamentos do fundador.

## Locais de prática

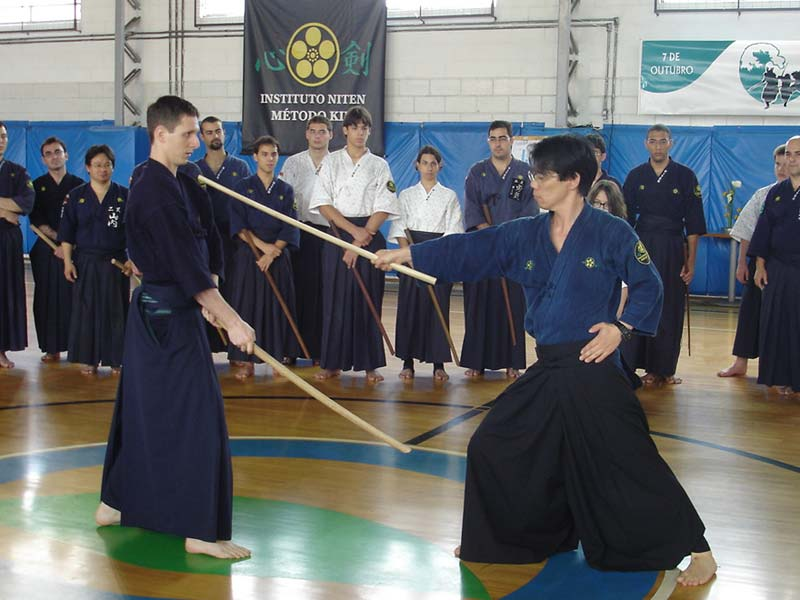
Seminário de Niten Ichi Ryu no Brasil.

O estilo é praticado predominantemente em Kyushu, especialmente em Oita, Usa.
No Brasil, existe o Instituto Cultural Niten, filiado à Confederação Brasileira de Kenjutsu, o maior grupo do mundo na prática do estilo — aproximadamente 600 alunos (2007)—, sob a supervisão de Shihan Gosho Motoharu e do 12° sucessor, Yoshimoti Kiyoshi sensei . Há praticantes também na Argentina, Chile, México, Portugal e Estados Unidos.
O Sensei Jorge Kishikawa, fundador do Instituto Niten, é discípulo de Shihan Gosho Motoharu, e é Menkyo Kaiden, a mais alta graduação no estilo, recebida diretamente do Shihan Gosho Motoharu.